# Saga o Wyspach Owczych
Saga o Wyspach Owczych lub Saga Farerska (isl. Færeyinga Saga) – XIII-wieczna islandzka saga opisująca przyjęcie chrześcijaństwa przez mieszkańców Wysp Owczych i włączenia ich do Królestwa Norwegii. Główny wątek sagi skupia się na szerzącym nową wiarę Sigmundurdzie Brestissonie i jego przeciwniku Trondurze.

## Autorstwo
Saga została napisana około 1200 roku na Islandii przez nieznanego autora. Jednakże styl utworu i wyraźne wysławianie Sigmundura szerzącego na wyspach chrześcijaństwo, z którym walczy bezwzględny i pozbawiony skrupułów Trondur, sugeruje że jej autorem mogła być osoba duchowna. Ponadto niektóre opisy krajobrazów wskazują, że autor dzieła nie był zbyt zorientowany w warunkach panujących na wyspach i prawdopodobnie należał do tej samej grupy islandzkich skrybów, którzy napisali inne sagi.

## Różnice w tekstach
Choć oryginalny tekst sagi zaginął, to jego kopie i fragmenty przetrwały m.in. w Sadze o Olafie Tryggvasonie, Flateyjarbóku i manuskrypcie oznaczonym jako AM 62 fol.
Jednakże teksty, które opisują zasiedlenie Wysp Owczych nieco się od siebie różnią szczegółami. Wersja z manuskryptu Flateyjarbók mówi, że pierwszym osadnikiem był Grímur Kamban, który uciekł z Norwegii przed tyranią Haralda Pięknowłosego. Nie zgadza się to jednak z pismami iroszkockiego mnicha, Dicuila.
Z kolei tekst zawarty w Sadze o Olafie Tryggvasonie wspomina, że pierwszy człowiekiem, który osiadł na wyspach był Grímr Kamban. Norweskie imię i irlandzkie nazwisko sugerują, że mógł on pochodzić z osad położonych na południu Wysp Brytyjskich, więc najprawdopodobniej nie był Norwegiem.
Rękopis wspomina również, że w czasie panowania króla Haralda Pięknowłosego wielu ludzi uciekło z Norwegii. Ten sam tekst mówi też, że Wyspy Owcze zasiedlono jeszcze przed jego rządami (prawdopodobnie setki lat wcześniej, choć większość historyków tak nie uważa). Poza tym ludzie, którzy opuszczali Norwegię, by osiąść na Wyspach Owczych musieli mieć wcześniej o nich jakąś wiedzę i znać ich położenie.